# Джери Смит-Реди
Джери Смит-Реди (на английски: Jeri Smith-Ready) е американска писателка на произведения в жанра фентъзи.

## Биография и творчество
Джери Смит-Реди е родена на 11 юли 1969 г. във Филаделфия, Пенсилвания, САЩ.
Получава бакалавърска степен с отличие по английска филология от университет „Виланова“ във Филаделфия, и магистърска степен по екологична политика от университета на Мериленд.
Първият ѝ свръхестествен фентъзи роман „Реквием за Дявола“ е издаден през 2001 г. Главни герои са царят на Ада Луцифер и момичето от Вашингтон Джана О`Кийфи, в която той се влюбва.
Първият ѝ роман „Очи на врана“ от поредицата „Дух на врана“ е номиниран за наградата РИТА за 2007 г. в категорията „най-добра първа книга“.
Джери Смит-Реди живее със семейството си в Уестминстър, Мериленд.

## Произведения

### Самостоятелни романи
- Requiem for the Devil (2001)
Реквием за Дявола, фен-превод
- This Side of Salvation (2014)

### Серия „Дух на врана“ (Aspect of Crow)
1. Eyes of Crow (2006)
2. Voice of Crow (2007)
3. The Reawakened (2008)

### Серия „WVMP радио“ (WVMP Radio)
1. Wicked Game (2008)
2. Bad to the Bone (2009)
3. Bring On the Night (2010)
4. Lust for Life (2012)

3.5. Let It Bleed (2014)

### Серия „Сянка“ (Shade)
1. Shade (2010)
2. Shift (2011)
3. Shine (2012)

2.5. Bridge (2013)

### Новели
- The Wild's Call (2009)

### Разкази
- Figment (2014)